# Гу Цзюнь
Гу Цзюнь (кит. упр. 顾俊, пиньинь Gù Jùn, палл. Гу Цзюнь; род. 3 января 1975, Уси, Цзянсу) — китайская бадминтонистка, двукратная олимпийская чемпионка и многократная чемпионка мира. Большинство побед одержала, выступая в паре с другой выдающей китайской бадминтонисткой — Гэ Фэй. Пара Гэ Фэй и Гу Цзюнь была одной из сильнейших пар в мировом бадминтоне с середины 1990-х гг. и до начала 2000-х, в самом Китае спортсменок называли «лучшей парой в Поднебесной». Несмотря на выдающие результаты, достигнутые благодаря работе в паре, в повседневной жизни спортсменки практически не пересекались, во время соревнований никогда не жили вместе и не общались за пределами спортплощадки.
После неудачного выступления пары на Олимпийских играх 2004 года Гэ Фэй решила оставить национальную сборную. Гу Цзюнь, которая не смогла найти подходящего партнёра для работы в паре, последовала её примеру.